# Zarytes squalinus
Zarytes squalinus är en insektsart som först beskrevs av Henri Saussure 1884.  Zarytes squalinus ingår i släktet Zarytes och familjen Pyrgomorphidae.

## Underarter
Arten delas in i följande underarter:
- Z. s. brachycerus
- Z. s. squalinus